# Острогожско-Россошанская операция
Острогожско-Россошанская наступательная операция — фронтовая наступательная операция на южном участке советско-германского фронта, проводившаяся в период с 13 по 27 января 1943 года войсками Воронежского фронта под командованием генерал-лейтенанта Ф. И. Голикова совместно с 6-й армией Юго-Западного фронта в ходе общего наступления Красной Армии зимой 1942—1943 годов. Часть Воронежско-Харьковской стратегической наступательной операции.
В результате операции были разбиты 2-я венгерская армия и 2-я, 3-я, и 4-я альпийские дивизии 8-й итальянской армии. В немецкой обороне была пробита брешь на стыке между армейской группой Фреттер-Пико на юге и группой армий «Б» на севере. Были созданы предпосылки для наступления на Донбасс и Харьков в феврале 1943 года.

## Военно-оперативная ситуация
В результате операций «Уран» и «Малый Сатурн» фронт немецкой группы армий «B» утратил свою целостность: связь правого фланга с группой армий «Дон» осуществляла только растянутая по фронту армейская группа Фреттер-Пико. У советских войск появилась возможность постепенного сокрушения немецкого фронта путём последовательного обхода открытого фланга. В случае окружения оборонявшихся на Дону альпийских дивизий открывался фланг 2-й венгерской и 2-й немецкой армий к югу от Воронежа, а также освобождалась железная дорога Воронеж — Лиски — Кантемировка — Миллерово. Окружение же группы армий «B» открывало путь для советских войск в тыл группы армий «Центр».
В целях максимального использования успеха, достигнутого под Сталинградом, Ставка Верховного Главнокомандования намечала развернуть в начале 1943 г. наступление на воронежско-курском и харьковском направлениях, путем проведения ряда фронтовых наступательных операций, объединённых единой стратегической целью — разгромить немецкую группу армий «Б» и освободить от противника важный в стратегическом отношении Харьковский промышленный район. Вначале предполагалось нанести поражение вражеским войскам, оборонявшимся в районе верхнего течения Дона между Воронежем и Кантемировкой (2-я венгерская и 8-я итальянская армии).
К концу декабря 1942 г. перед левым крылом Брянского фронта и перед Воронежским фронтом оборонялись 2-я немецкая, 2-я венгерская армии и альпийский корпус 8-й итальянской армии, в составе которых в общей сложности насчитывалось двадцать три пехотные и одна танковая дивизии и отдельная танковая бригада. Военно-воздушные силы противника на этом направлении имели около 300 самолётов.
Верховный Главнокомандующий И. В. Сталин в конце декабря 1942 г., ещё в ходе успешного наступления советских войск в районе среднего течения Дона, лично дал указания командующему войсками Воронежского фронта о подготовке и проведении наступательной операции силами войск центра и левого крыла фронта с целью окружения и уничтожения войск противника, оборонявшихся на Дону в районе Острогожска и Россоши.

## Задачи и планирование операции
Замысел этой операции сводился к тому, чтобы тремя ударными группировками прорвать оборону противника и, развивая наступление по сходящимся направлениям на Алексеевку, Острогожск и Карпенково, окружить и уничтожить его группировку, оборонявшуюся на Дону между Воронежем и Кантемировкой.
Для руководства подготовкой и проведением Острогожско-Россошанской операции на Воронежский фронт были командированы представители Ставки Верховного Главнокомандования — генерал армии Г. К. Жуков и генерал-полковник А. М. Василевский.
Перед Воронежским фронтом ставилась задача разгромить 2-ю венгерскую и часть сил 8-й итальянской армии (22 дивизии), входивших в группу армий «B», оборонявшихся в районе Острогожск — Каменка — Россошь, освободить железнодорожный участок Лиски — Кантемировка (захват этой коммуникации позволял значительно улучшить снабжение действовавших в южном секторе фронта советских армий — эта задача стала основой плана операции) и, таким образом, создать условия для последующего наступления на курском и донбасском направлениях.
В соответствии с общим оперативным замыслом было решено к участию в наступательной операции привлечь из состава Воронежского фронта пятнадцать стрелковых дивизии, три стрелковые и три лыжно-стрелковые бригады, один кавалерийский и три танковых корпуса, девять отдельных танковых бригад и один отдельный танковый полк, или 65 % стрелковых соединений и 90 % танков.
На сторожевском плацдарме и непосредственно за ним на левом берегу Дона сосредоточивались основные силы 40-й армии в составе пяти стрелковых дивизий, одной стрелковой бригады и 4-го танкового корпуса со средствами усиления. 40-я армия под командованием генерал-майора К. С. Москаленко должна была своими основными силами прорвать оборону противника и развить удары на Алексеевку и Острогожск.
На щучьенском плацдарме сосредоточивались основные силы 18-го отдельного стрелкового корпуса, которым командовал генерал-майор П. М. Зыков, которые должны были прорвать оборону противника и развивать наступление в западном и юго-западном направлениях, навстречу войскам северной и южной группировок с тем, чтобы соединиться с ними в районах Острогожска и Каменки.

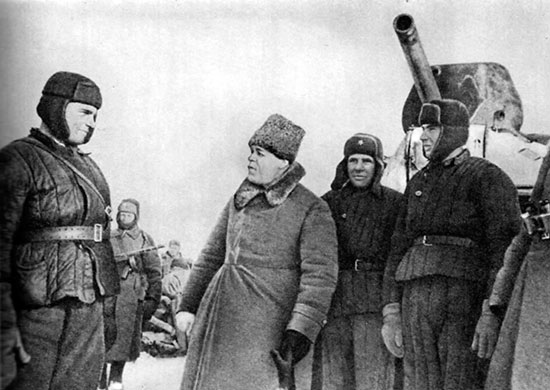
Командующий 3-й гвардейской танковой армией П. С. Рыбалко беседует с танкистом, представленным к званию Героя Советского Союза. Зима 1943 г.

Важная роль в наступлении Воронежского фронта отводилась 3-й танковой армии (командующий — П. С. Рыбалко). В течение месяца, предшествовавшего операции, она железнодорожными эшелонами была переправлена из района Калуги (где находилась в резерве Ставки ВГК) на Верхний Дон и сосредоточивалась в районе Кантемировки. Здесь армия была усилена 7-м кавалерийским корпусом с 201-й танковой бригадой, двумя стрелковыми дивизиями и стрелковой бригадой, 8-й артиллерийской дивизией и другими соединениями и частями, также прибывшими из резерва Ставки ВГК. Марши от станций выгрузки в назначенные пункты совершались в условиях сильных морозов, частых снегопадов и сильных метелей.
Наиболее сильный удар предполагалось нанести со стороны слабо обеспеченного южного фланга группировки противника силами 3-й танковой армии. 5 января 1943 года командарм П. С. Рыбалко с командирами танковых корпусов, стрелковых дивизий, начальниками родов войск провел рекогносцировку местности. Было решено прорвать оборону противника южнее Новой Калитвы тремя стрелковыми дивизиями и стрелковой бригадой, усиленными танками непосредственной поддержки и артиллерией, а танковые корпуса и кавалерийский корпус использовать для развития успеха. 6 января в штаб 3-й танковой армии прибыли Г. К. Жуков и А. М. Василевский, а также командующий Воронежским фронтом Ф. И. Голиков. Командарм П. С. Рыбалко доложил своё решение на операцию, а командиры соединений — о состоянии войск и ходе их подготовки к наступлению. Оно намечалось на 12 января, но в связи со сложностями перегруппировок войск позже решили перенести начало наступления 3-й танковой, 40-й армий и 18-го отдельного стрелкового корпуса на 14 января.
Жуков и Василевский провели десятки совещаний в штабе Воронежского фронта и на местах, отрабатывая с командным составом детали реализации замысла. Кроме того, по свидетельству A.M. Василевского, он и Жуков ежедневно информировали Сталина о ходе подготовки операции. После завершения подготовки Жуков уехал, а Василевский оставался в войсках Воронежского фронта до 18 февраля.
В резерве фронта на каждом из ударных направлений предполагалось иметь по одной стрелковой дивизии.
Общая глубина фронтовой операции планировалась в 140 км, темпы наступления: для стрелковых соединений — 15-20 км в сутки, а для танковых соединений — 35 км в сутки.
Одной из наиболее трудных задач подготовительного периода операции явилось быстрое и скрытное проведение внутрифронтовых перегруппировок и своевременный вывод в исходные районы соединений и частей, прибывавших из резерва Ставки Верховного Главнокомандования. Перегруппировка охватывала все армии фронта и должна была проводиться в ограниченные сроки и на значительные расстояния. До 40 % соединений и частей должны были совершить марш на расстояние от 100 до 175 км. Перегруппировка начиналась 26 декабря и заканчивалась 4 января.
Несмотря на все трудности, перегруппировка войск была закончена своевременно, за исключением резервов, переданных фронту Ставкой. Вследствие этого начало операции было перенесено с 12 на 14 января.
Оперативное построение советских войск характеризовалось решительным сосредоточением сил на главных направлениях за счет резкого ослабления сил на второстепенных участках фронта, где были оставлены отдельные подразделения. Такое смелое решение обосновывалось тем, что наступление противника в полосе фронта было маловероятным.
Решительное сосредоточение сил и средств на направлениях, избранных для ударов, обеспечивало необходимые для прорыва оперативные плотности и превосходство над противником.

## Соотношение сил
К началу наступательной операции в состав 2-й воздушной армии под командованием генерал-майора авиации К. Н. Смирнова входили две истребительные, две штурмовые авиационные дивизии и одна дивизия ночных бомбардировщиков (208 боевых самолётов), которые были разделены на две группы, северную и южную.
Для проведения операции Воронежский фронт был усилен 3-й танковой армией (командующий — П. С. Рыбалко), а также 4-м танковым корпусом А. Г. Кравченко, 7-м кавалерийским корпусом С. В. Соколова, 111-й, 180-й, 183-й и 322-й стрелковыми дивизиями, 8-й артиллерийской дивизией прорыва, 9-й артиллерийской дивизией ПВО, 4-й дивизией реактивной артиллерии и тремя лыжно-стрелковыми бригадами. Всего Воронежский фронт состоял из 23 стрелковых дивизий (средней укомплектованности 7 тыс. человек) и пяти стрелковых бригад.
Воронежскому фронту противостояли 28 соединений противника, преимущественно потрепанных в боях или легких. Венгерские пехотные дивизии по немецкой классификации были легкими, так как состояли из двух пехотных полков. Итальянские дивизии альпийского корпуса также были легкими, двухполковыми.
Советскому командованию удалось создать значительное превосходство на направлениях главных ударов (по пехоте в 2,3 — 3,7, по артиллерии 5 — 8, по танкам в 1,3 — 3 раза). Преимущество советским войскам давала техника в лице почти девяти сотен танков при крайне слабых противотанковых возможностях итальянских и венгерских дивизий.

## Ход операции
Острогожско-Россошанская наступательная операция по характеру развернувшихся боевых действий и их результатам может быть разделена на два этапа.
В ходе первого этапа операции, продолжавшегося три дня — с 13 по 15 января — войска фронта прорвали оборону противника на всех трёх направлениях и создали необходимые условия для развития операции на окружение и расчленение его острогожско-россошанской группировки.
Второй этап — окружение и уничтожение вражеской группировки — длился двенадцать дней с 16 по 27 января. В течение первых трёх дней войска фронта осуществили манёвр на окружение и расчленение группировки противника и образовали внутренний и внешний фронты окружения. В последующие девять дней — с 19 по 27 января — происходила окончательная ликвидация окруженных войск врага.
Прорыв тактической глубины обороны противника в полосе наступления 40-й и 3-й танковой армий и 18-го отдельного стрелкового корпуса протекал в различных условиях. Переходу в наступление 40-й армии предшествовали проведенные 12 января бои передовых батальонов двух стрелковых дивизий ударной группировки армии. В результате их действий успех был развит вводом главных сил дивизий на 6-километровом фронте и вклинением на глубину до 3-3,5 км. Противник был вынужден перебросить из Острогожска к сторожевскому плацдарму 700-й немецкий танковый отряд, имевший в своем составе 100 танков и штурмовых орудий.
Оценив наметившейся успех в полосе 40-й армии, командующий фронтом принял правильное и соответствующее данной обстановке решение — использовать успех 107-й и 25-й гвардейских стрелковых дивизий и приказал командующему 40-й армией перейти в наступление главными силами не 14, а утром 13 января. На рассвете 13 января войска первого эшелона 40-й армии после артиллерийской подготовки перешли в наступление с рубежа, достигнутого 12 января передовыми батальонами. К исходу дня главная полоса обороны противника перед сторожевским плацдармом была прорвана на 10-километровом фронте. Вражеское командование, израсходовав в течение дня свои тактические резервы, начало перебрасывать к сторожевскому плацдарму с юга часть сил из оперативного резерва.
С утра 14 января наступление развернулось на всех трёх направлениях. В этот же день перешла в наступление и соседняя 6-я армия Юго-Западного фронта.
К исходу дня 14 января 40-я армия увеличила прорыв до 50 км по фронту и до 17 км в глубину. Однако войска армии не выполнили задачи по захвату с хода второй полосы обороны противника.
В течение дня командующий 40-й армией ввел в сражение второй эшелон: 305-ю стрелковую дивизию для развития наступления на направлении главного удара и 253-ю стрелковую бригаду — для расширения прорыва в сторону правого фланга.
Только к исходу 15 января соединения 40-й армии завершили прорыв тактической глубины обороны противника. Фронт наступления армии к этому времени увеличился до 100 км; глубина продвижения равнялась 20 км на правом фланге, 35 км в центре и 16 км на левом фланге.
В сложной обстановке осуществлялся прорыв тактической зоны обороны противника в полосах 3-й танковой армии и 18-го стрелкового корпуса.
Противник, ожидая главного удара советских войск с плацдарма в районе деревни Щучье, сосредоточил на этом направлении оперативные резервы, а также произвел дополнительные работы по совершенствованию своих оборонительных позиций. Ударная группировка 18-го стрелкового корпуса 14 января после двухчасовой артиллерийской подготовки перешла  в наступление и к исходу дня прорвала главную полосу обороны врага. Однако дальнейшее развитие прорыва осложнилось. Противник ввел на этом направлении большую часть сил из оперативного резерва (26-ю пехотную немецкую и 1-ю танковую венгерскую дивизии) и своим упорным сопротивлением на три дня сковал части корпуса на второй полосе обороны.
Полученные перед самым началом наступления новые данные о противнике на участке 3-й танковой армии потребовали от советского командования внесения ряда изменений в план артиллерийской подготовки атаки. Вместо намеченных двух десятиминутных огневых налетов была проведена полуторачасовая артиллерийская подготовка.
Вследствие того, что в армии отсутствовали достаточно полные и точные данные о переднем крае вражеской обороны, огневые средства противника не были подавлены. Поэтому перешедшие в атаку три стрелковые дивизии первого эшелона 3-й танковой армии сразу же встретили ожесточенное сопротивление со стороны немецких частей, занимавших главную полосу обороны. Бои за главную полосу носили напряженный характер. Только после трехчасового боя стрелковые дивизии с приданными им танковыми бригадами па некоторых участках смогли вклиниться в главную полосу обороны на 1-3 км.
В целях быстрейшего прорыва главной полосы обороны противника командующий 3-й танковой армией ввел в сражение второй эшелон — два танковых корпуса, с вводом которых обстановка в полосе наступления армии коренным образом изменилась. Части 24-го танкового немецкого корпуса, оборонявшиеся в полосе прорыва 3-й танковой армии, начали отход в северном и северо-западном направлениях.
К исходу дня 14 января танковые корпуса прорвали оборону противника на 10-километровом фронте и продвинулись на глубину в 23 км, оторвавшись от пехоты на 6-8 км. Стрелковые соединения армии, используя и закрепляя успех танковых корпусов, в течение дня продвинулись от 2 км на правом фланге и до 14 км на левом фланге.
Поставленная на первый день операции задача стрелковыми соединениями была выполнена не полностью. Танковые корпуса также не смогли выполнить задачу первого дня наступления и выйти в район Россоши и южнее её. Темп наступления танковых корпусов оказался в два раза ниже запланированного, так как они привлекались для прорыва главной полосы обороны противника. Кроме того, действуя в труднопроходимой местности, они уже в первый день операции израсходовали всё горючее и боеприпасы. В ожидании подвоза снабжения танковые части простояли всю ночь на 15 января.
В течение второго дня наступления танковые корпуса, пополненные боеприпасами и горючим, развернули преследование отходившего врага, и к исходу дня их главные силы продвинулись на 20-35 км. Отрыв танковых корпусов от стрелковых войск в течение дня составил 15-25 км.
Стрелковые соединения армии 15 января также действовали успешно, особенно 184-я дивизия, которая за день боя продвинулась на 20 км. Однако отставание правофланговых соединений армии — 37-й стрелковой бригады и 180-й дивизии, вызванное упорным сопротивлением противника в районе населенного пункта Митрофановка, — значительно затруднило продвижение главной группировки армии. Фронт наступления 3-й танковой армии к исходу 15 января был расширен до 60 км. Глубина продвижения танковых корпусов увеличилась до 40-50 км. Были созданы благоприятные условия для развития наступления с целью окружения и уничтожения основных сил острогожско-россошанской группировки врага во взаимодействии с 40-й армией и 18-м стрелковым корпусом.
Таким образом, к исходу 15 января в 40-й и 3-й танковой армиях прорыв тактической глубины обороны противника был завершён. 18-му стрелковому корпусу не удалось полностью преодолеть сопротивление врага на второй полосе обороны. Противник успел занять её своими резервами и задержал продвижение частей корпуса. Но привлечение резервов противника к участку прорыва 18-го стрелкового корпуса способствовало фланговым ударным группировкам фронта успешно выполнить поставленные перед ними задачи.
Главные силы 40-й армии и 15-й танковый корпус 3-й танковой армии, развивая наступление с нарастающим темпом по сходящимся направлениям на Алексеевку, к исходу 18 января вышли в район Иловское, Алексеевка и завершили окружение острогожско-россошанской группировки врага. 16 января почти полностью была освобождена Россошь, куда первыми ворвались танкисты 106-й бригады полковника И. Е. Алексеева.
В этот же период 12-й танковый корпус, наступавший от Россоши, вышел в район Карпенково и установил связь с частями 18-го стрелкового корпуса. Одновременно с развитием наступления на главных направлениях ударные группировки фронта продолжали расширять прорыв в стороны флангов. 40-я армия своей левофланговой 107-й стрелковой дивизией 17 января вышла к городу Острогожску, где соединилась с подошедшими туда в течение 17 и 18 января 309-й стрелковой дивизией и 129-й стрелковой бригадой 18-го стрелкового корпуса. По существу советские части окружили группировку противника, которая оборонялась на участке фронта между сторожевским и щучьенским плацдармами.
Одновременно с развитием наступления с целью окружения и расчленения вражеской группировки советские войска создавали и внешний фронт окружения. На севере и северо-западе эту задачу выполняли правофланговые соединения 40-й армии, которые продолжали наступать в течение 16-18 января. К исходу 18 января они создали внешний фронт окружения. На юго-западе внешний фронт окружения был образован силами 7-го кавалерийского корпуса. Этот корпус, введенный в прорыв с утра 15 января из-за левого фланга 3-й танковой армии, успешно осуществил обеспечение всей фронтовой операции с юга. Наступая в общем направлении на Ровеньки, Валуйки со средним темпом 30 км в сутки при сильных снежных заносах и при активной деятельности вражеской авиации, корпус на шестой день операции овладел важным железнодорожным узлом Валуйки и закрепился на участке Волоконовка, Уразово. Действуя на внешнем фронте окружения на удалении 75 км от его внутреннего фронта, корпус надёжно обеспечил последующие действия войск фронта по окончательной ликвидации войск острогожско-россошанской группировки врага.
Таким образом, на шестой день операции войсками Воронежского фронта были образованы внутренний и внешний фронты окружения вражеской группировки.
Образованный внутренний фронт окружения протяженностью свыше 300 км не был сплошным. Части и соединения, окружавшие группировку противника, занимали только важнейшие узлы дорог и населенные пункты, находившиеся на наиболее вероятных путях отхода врага. Окруженная группировка противника в это время имела около тринадцати дивизий (пять венгерских, четыре немецкие и четыре итальянские). Избежать окружения смогли только две венгерские дивизии, остатки 700-го немецкого танкового отряда и один полк 168-й немецкой пехотной дивизии, которые были отброшены на север и вели бой на внешнем фронте окружения.
Вся окруженная вражеская группировка ударами главных сил 18-го стрелкового корпуса на Каменку и 12-го танкового корпуса 3-й танковой армии на Карпенково была рассечена на две крупные, изолированные одна от другой части. Первая из них (острогожско-алексеевская), состоявшая из остатков пяти дивизий, была окружена в районе Острогожск, Алексеевка, (иск.) Каменка. При этом три дивизии из этой группы были блокированы в Острогожске, где образовался самостоятельный очаг окружения. Вторая крупная группа противника (россошанская группа), в которой насчитывалось до восьми дивизий, оказалась в районе Подгорное, Россошь, Белогорье. К моменту завершения окружения противника войсками фронта уже было пленено около 52 тыс. человек.
В период с 19 по 27 января 1943 г. производилась окончательная ликвидация острогожско-россошанской группировки врага. Бои по уничтожению войск противника в Острогожске и в районе северо-восточнее Алексеевки продолжались с 19 по 24 января. В этих боях принимали участие войска всех трёх ударных группировок фронта. Одновременно с ликвидацией вражеских войск 40-я армия уже с 20 января производила перегруппировку своих сил для осуществления последующей Воронежско-Касторненской операции. Ликвидация россошанской группы врага осуществлялась в период с 19 по 27 января совместными усилиями войск 3-й танковой армии и 18-го стрелкового корпуса также с одновременной перегруппировкой войск для последующей Харьковской операции Воронежского фронта. Первоначально от россошанской группы вражеских войск была отсечена южная её часть в составе около четырёх дивизий. К 20 января эти войска в основном были уничтожены в районе восточнее Россоши. В период с 21 по 23 января были уничтожены остальные силы россошанской группы в районе Подгорное. В период с 24 по 27 января 1943 г. было завершено полное уничтожение вырвавшихся из окружения и вышедших из района восточнее Валуек остатков россошанской группы противника.

## Хроника событий
Наступление главных сил северной группировки началось 13 января за сутки до намеченного срока, так как разведка боем, проведённая передовыми стрелковыми батальонами, выявила слабость обороны противника.
| ДАТЫ            | СОБЫТИЯ |
| --------------- | --- |
| 12.01.1943      | 107-й сд и 25-я гвардейские стрелковые дивизии на сторожевском плацдарме вклинились в оборону противника на 6-километровом фронте на глубину до 3-3,5 км |
| 13.01.1943      | На рассвете войска первого эшелона 40-й армии после артиллерийской подготовки перешли в наступление с рубежа, достигнутого 12 января 107-й сд и 25-й гвардейскими стрелковыми дивизиями. К исходу дня главная полоса обороны 7-й венгерской пехотной дивизии перед сторожевским плацдармом была прорвана на 10-километровом фронте. Состоялся танковый бой между советской 150-й танковой бригадой полковника Софронова И. В. и немецким 700-м отдельным танковым отрядом. |
| 14.01.1943      | 6-я армия Юго-Западного фронта перешла в наступление. К исходу дня 40-я армия расширила прорыв до 50 км по фронту и до 17 км в глубину. 12-й и 15-й танковые корпуса прорвали оборону противника на 10-километровом фронте и продвинулись на глубину в 23 км, оторвавшись от пехоты на 6-8 км. При этом 15-й танковый корпус разгромил штаб XXIV танкового корпуса. Израсходовав всё горючее и боеприпасы, действуя в труднопроходимой для них местности, танковые корпуса простояли всю ночь на 15 января. Стрелковые соединения Красной армии, используя и закрепляя успех танковых корпусов, в течение дня продвинулись от 2 км на правом до 14 км на левом фланге. |
| 15.01.1943      | 12-й и 15-й танковые корпуса, пополненные боеприпасами и горючим, развернули преследование отходивших подразделений противника. К исходу дня их главные силы продвинулись на 20-35 км. Отрыв танковых корпусов от стрелковых войск в течение дня составил 15 — 25 км. Фронт наступления 3-й танковой армии к исходу дня был расширен до 60 км. Глубина продвижения танковых корпусов увеличилась до 40-50 км. Были созданы благоприятные условия для окружения и уничтожения основных сил 8-й итальянской армии во взаимодействии с 40-й армией и 18-м стрелковым корпусом. Введён в прорыв для образования внешнего фронта окружения 7-й кавалерийский корпус С. В. Соколова. |
| 16 — 19.01.1943 | Происходит окружение и рассечение вражеских группировок на три части. Первая в составе 19-й и 23-й венгерских пехотных дивизий, трех дивизий итальянского горного корпуса, различные части XXIV корпуса и 385-я немецкая пехотная дивизия была блокирована в районе Россоши. 10-я и 13-я венгерские дивизии и части 168-й пехотной дивизии были блокированы в Острогожске. Основные силы 168-й и 26-й пехотных дивизий, 1-й венгерской танковой дивизии были блокированы в коридоре между Иловкой и Алексеевкой. |
| 19 — 27.01.1943 | Окончательная ликвидация расчлененной на части острогожско-россошанской группировки итальянских и венгерских войск. Бои в Острогожске и в районе северо-восточнее Алексеевки продолжались с 19 по 24 января. Первыми были уничтожены венгерские и отдельные части немецких войск в Острогожске. Город был взят штурмом в течение 19 и 20 января силами 107-й, 340-й, 309-й стрелковых дивизий и 129-й стрелковой бригады. Бо́льшая часть гарнизона была пленена или уничтожена в ходе боёв за город, но незначительной части, основу которой составлял 7-й литовский батальон, удалось пробиться в район Алексеевки. Последним был ликвидирован котёл площадью около 150 км² в районе Россоши. Пытавшиеся прорваться на запад части противника попадали под удар перегруппировывавшихся к реке Оскол соединений 3-й танковой армии, а также частей 7-го кавалерийского корпуса у Валуек. 27 января остатки 3-й, 4-й альпийских и 156-й итальянских дивизий вместе с их штабами капитулировали. |

## Результаты операции

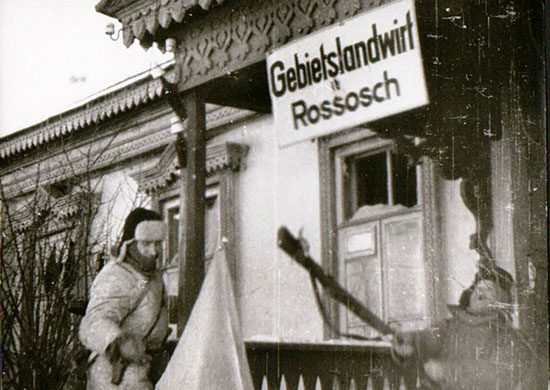
Город Россошь свободен. 16 января 1943 г.

Острогожско-Россошанская наступательная операция войск Воронежского фронта продолжалась 15 дней. За это время советские войска полностью выполнили задачу — окружили и уничтожили крупную группировку противника, оборонявшуюся на Дону между Воронежем и Кантемировкой, освободили важный железнодорожный участок Лиски — Кантемировка и, продвинувшись в глубь вражеского расположения на 140 км, вышли к р. Оскол.
Советские войска продвинулись на 140 км на запад и разгромили основные силы 2-й венгерской армии и 8-й итальянской армии, 24-й танковый корпус и основные силы немецкого корпуса особого назначения. 15 дивизий были полностью разгромлены, ещё 6 потерпели поражение. Потери венгров и итальянцев составили 71 тыс. человек пленными и 52 тыс. человек убитыми (итальянцы потеряли около 36 тыс. убитыми и пленными, 7,6 тыс. ранеными и обмороженными, венгры потеряли около 48 тыс. убитыми, около 14 тыс. пленными, до 34 тыс. ранеными и обмороженными). Безвозвратные потери Красной Армии составили 4,5 тыс. человек.
Был освобождён железнодорожный участок Лиски — Кантемировка, что позволило улучшить снабжение советских войск на южном секторе фронта. Было взято в плен около 86 тыс. солдат и офицеров противника. Овладение станцией Валуйки освободило рокаду Касторное — Ворошиловград. В результате наступления силами 48-й гвардейской стрелковой дивизии 16 января 1943 года был также освобожден поселок Ольховатка, расположенный в 20 километрах от Россоши. Преследовавшие врага попали в засаду у поселка Гора. Все они похоронены в братской могиле в центре п. Ольховатка.
Результаты проведенной операции привели к резкому изменению соотношения сил в полосе Воронежского фронта в пользу советских войск. Разгромив острогожско-россошанскую группировку врага, войска фронта создали благоприятные условия для проведения новой наступательной операции во взаимодействии с войсками Брянского фронта с целью окружения и уничтожения основных сил 2-й немецкой армии, оборонявшейся в районе Воронежа и Касторное. Овладев важным железнодорожным узлом Валуйки и выйдя на значительном протяжении к железной дороге Касторное — Ворошиловград, советские войска лишили противника возможности использовать рокаду для манёвра силами и средствами вдоль фронта. Одновременно выход к р. Оскол в районе Валуек создал советскому командованию благоприятные условия для проведения наступательной операции и на харьковском направлении.

## Мнение противника
По мнению командующего группы армий «Дон» Э. фон Манштейна, принципиальное значение зимой 1942-43 имело удержание Ростова-на-Дону до отвода с Кубани 1-й танковой армии:

Когда [освобождение из окружения 6 армии Паулюса] оказалось невозможным, перед группой армий во весь рост встала задача любыми средствами предотвратить ещё большую катастрофу, угрожавшую отсечением всего южного крыла Восточного фронта.

Именно для защиты Ростова были задействованы танковые силы группы Холлидт и 4-я танковая армия. Участок фронта в большой излучине Дона между Белой Калитвой и Каменском прикрывали только венгерские и итальянские части. По словам Манштейна:

Для ведения боевых действий на новом для нас отрезке фронта по Донцу от Каменска до Ворошиловграда в нашем распоряжении не было никаких войск, кроме отошедших сюда остатков итальянской армии. Нельзя было не видеть, что Донецкий фронт группы армий «Дон» очень скоро может оказаться обойденным противником с запада.

Единственным танковым соединением вермахта в районе среднего Донца была 19-я танковая дивизия, находившаяся у Старобельска. 24 января дивизия под ударами превосходящих сил Красной Армии оставила Старобельск, однако ей удалось избежать окружения и пробиться на запад. Поражение венгерских и итальянских армий привело к образованию широкой бреши в немецкой обороне в районе Ворошиловграда, однако Ростов немцам удалось удержать. В результате 1-я танковая армия была успешно выведена с Кубани и уже в феврале 1943 приняла участие в отражении советского наступления в Донбассе (Третья битва за Харьков).

## Память
- В честь 60-летия победы советских войск в Острогожско-Россошанской операции в г. Россошь на привокзальной площади был установлен памятник.
- Памятное место завершения Острогожско-Россошанской операции отмечено обелиском, расположенным при въезде в село Подсереднее, в 500 метрах от села, у автодороги регионального значения Белгородской области Иловка — Стрелецкое. Памятник открыт в 1974 году. Объект культурного наследия регионального значения.

Мемориал в г. Россошь
Памятник Острогожско-Россошанской операции
Мемориальная плита памятника